# Inessa Armand
Inessa Fiodorowna Armand, właściwie Elisabeth-Inès Stéphane d’Herbenville (ur. 8 maja 1874 w Paryżu, zm. 24 września 1920 w Nalczyku) – rosyjska komunistka pochodzenia francuskiego, kochanka Włodzimierza Lenina.

## Życiorys
Urodziła się jako córka Théodore’a Pécheux d’Herbenville, śpiewaka operowego, i Nathalie z domu Wild, teatralnej aktorki komediowej. Ojciec jej umarł gdy miała 5 lat – została wzięta na wychowanie przez ciotkę mieszkającą w Moskwie.
W wieku lat 19 poślubiła Aleksandra Armanda, syna bogatego rosyjskiego przedsiębiorcy z branży tekstylnej. Miała z nim czworo dzieci. Otworzyli razem szkołę dla chłopskich dzieci. Przyłączyła się także do grupy charytatywnej pomagającej pozbawionym środków do życia kobietom z Moskwy.
W 1902 opuściła męża i wyszła za jego młodszego brata Władimira, z którym miała kolejne dziecko.
W 1903 wstąpiła w szeregi nielegalnej Socjaldemokratycznej Partii Robotniczej Rosji. Armand rozpowszechniała nielegalne materiały propagandowe i po aresztowaniu w czerwcu 1907, została skazana na dwuletnie zesłanie na Syberię.
W 1909 po powrocie z zesłania Armand opuściła Rosję i osiadła w Paryżu, gdzie poznała Lenina i innych bolszewików przebywających na emigracji. W 1911 została sekretarzem Komitetu Organizacji Zagranicznych SdPRR utworzonej w celu koordynacji działań wszystkich grup bolszewickich działających w Europie Zachodniej.
Armand powróciła do Rosji w lipcu 1912, aby pomóc w organizacji bolszewickiej kampanii wyborczej do Dumy. Dwa miesiące później została aresztowana i uwięziona na okres sześciu miesięcy. Po uwolnieniu w sierpniu 1913, wyjechała do Galicji do Lenina i Nadieżdy Krupskiej. W tym okresie rozpoczęła także redagowanie bolszewickiej gazety przeznaczonej dla pracujących kobiet pt. Robotnica.
Armand była zirytowana, gdy wielu socjalistów w Europie nie sprzeciwiło się, a nawet przyczyniło się poprzez głosowania za kredytami wojennymi dla swych narodowych rządów, do wybuchu I wojny światowej. Razem z Leninem prowadziła propagandę wśród wojsk sprzymierzonych nakłaniającą żołnierzy do zwrócenia swojej broni przeciwko swoim oficerom i rozpoczęcia rewolucji socjalistycznej. W marcu 1915, Armand pojechała do Szwajcarii, gdzie zorganizowała antywojenną Międzynarodową Konferencję Kobiet Socjalistycznych.
Gdy 2 marca 1917 car Mikołaj II abdykował przekazując władzę w kraju Rządowi Tymczasowemu, bolszewicy, którzy przebywali na wygnaniu, robili wszystko, by móc powrócić do kraju i współtworzyć przyszłość kraju. Niemieckie Ministerstwo Spraw Zagranicznych, mające nadzieję, że ich obecność w Rosji może przyczynić się do osłabienia państwa carów i przeniesienia wojny na front wschodni, przygotował dla Armand, Włodzimierza Lenina i 26 innych rewolucjonistów specjalnie zaplombowany pociąg celem wysłania go do Piotrogrodu.
Po rewolucji październikowej Armand pełniła funkcję członka komitetu wykonawczego moskiewskiej Rady Delegatów Robotniczych. Była zagorzałym krytykiem decyzji rządu radzieckiego o podpisaniu traktatu pokojowego w Brześciu Litewskim. Po powrocie do Piotrogrodu, została dyrektorem Żenotdiełu, organizacji powołanej do pilnowania równości płci w Partii Komunistycznej i w radzieckich związkach zawodowych. Przewodniczyła także Pierwszej Międzynarodowej Konferencji Kobiet Komunistycznych w 1920. Wkrótce potem zaraziła się cholerą i umarła w wieku 46 lat.
Inessa Armand została sportretowana w filmach Lenin w Paryżu, Le Train i All My Lenins.

## Filmografia
- 1981: Lenin w Paryżu: Claude Jade w roli Inessy Armand
- 1990: Lenin...The Train(inne języki): Dominique Sanda w roli Inessy Armand